# Rio Esfolado
Rio Esfolado är ett periodiskt vattendrag i Brasilien.   Det ligger i delstaten Piauí, i den östra delen av landet, 1 000 km norr om huvudstaden Brasília.
Omgivningarna runt Rio Esfolado är huvudsakligen savann. Runt Rio Esfolado är det mycket glesbefolkat, med 2 invånare per kvadratkilometer.